# Gianluca Curci
Pour les articles homonymes, voir Curci.
Gianluca Curci  est un footballeur italien, né le 12 juillet 1985 à Rome. Il évolue actuellement au poste de gardien de but.

## Biographie

### Club
Considéré comme un grand espoir du football italien, il est malheureusement barré par Doni lors de sa formation à l'AS Rome. Après deux bonnes saisons à Sienne, il est appelé à jouer dans le club plus huppé de la Sampdoria à l'été 2010. En 2011, il signe de nouveau avec son club formateur.
Le 17 juillet 2012, il est prêté par l'AS Rome avec option d'achat au Bologne FC. Libre de tout contrat à l'été 2015, il signe un bail de deux ans à Mayence.

## Palmarès
Club
- Vainqueur de la Coupe d'Italie en 2007 et 2008 avec l'AS Rome
- Vainqueur de la Supercoupe d'Italie en 2007 avec l'AS Rome